# اسلام‌آباد (گالیکش)
اسلام‌آباد روستایی در دهستان ینقاق بخش مرکزی شهرستان گالیکش استان گلستان ایران است.

## جمعیت
بر پایه سرشماری عمومی نفوس و مسکن در سال ۱۳۹۵ جمعیت این مکان ۹۸۸ نفر (۳۱۳ خانوار) بوده‌است.